# Pétion Savain
Pétion Savain, né le 16 février 1906, est un artiste peintre, un avocat, écrivain et journaliste haïtien.
Il est considéré comme l'un des premiers peintres haïtiens à avoir acquis une notoriété internationale. Il a été un des leaders du Mouvement Indigène en peinture, qui a débuté en Haïti dans les années 1930, un mouvement initié dans le domaine littéraire notamment par Jacques Roumain. Ce mouvement veut mieux prendre en compte la culture haïtienne, ainsi que les racines africaines et rurales de sa population, et s’extraire des influences coloniales. Cette prise de conscience a commencé à se former parmi les artistes à la suite de l'occupation américaine commencée en Haïti en 1919.

## Biographie
Pétion Savain est né le 16 février 1906 à Port-au-Prince. Il fait ses études à St. Louis de Gonzague et il apprend d'abord à peindre à l'école professionnelle d'artistes J.B. Damien. Il commence à peindre pour le plaisir, et prend en parallèle des cours de droit. Il obtient son diplôme universitaire en droit en 1931. En 1931, il rencontre un artiste noir américain du nom de William Scott qui l'encourage à peindre des scènes de la vie locale en Haïti, et à refléter, dans ses créations, l’originalité et la vie sociale de son pays,. Il rencontre également un autre peintre haïtien, Georges Remponneau, à un vernissage d’une exposition de William Scott. Ce même William Scott introduit Pétion Savain auprès de l’écrivain Jacques Roumain qui a fondé la Revue Indigène, avec  Philippe Thoby-Marcelin et quelques autres. De nombreux autres écrivains haïtiens importants tels que Jean Price-Mars, Phillipe-Thoby Marcelin, Pierre Marcelin, Emile Roumer, Carl Brouard y écrivent. C'est ainsi que Pétion Savain et Georges Remponneau, encouragés par Jacques Roumain et Philippe Thoby-Marcelin, lancent le Mouvement Indigène en peinture et incorporent dans leurs créations des thèmes typiquement haïtiens, inspirés notamment du monde rural, des scènes familiales et de la vie courante, des scènes de travaux dans les champs, des scènes de marché, des scènes de danse et de vaudou,. Ils sont rejoints par d’autres artistes et créent un art pictural moderne et haïtien,. Ils ne veulent plus d’un domaine des beaux-arts, qui soit  un espace symbolique d’auto-représentation des élites et remplissant d’une certaine façon une fonction de différenciation sociale pour ces élites.
En 1935, un artiste du nom de Xavier Amiama, de la République dominicaine, quitte son pays pour étudier au sein de l'atelier créé par Pétion Savain, avec d’autres artistes comme Maurice Borno. Ensemble, ils peignent et apprennent les uns des autres de nombreuses années. Xavier Amiama encourage aussi Pétion Savain à participer à l’Exposition universelle de New York 1939-1940.
Toujours en 1939, Savain publie un livre intitulé La Case de Damballah, un texte populaire en Haïti, qui explore la culture paysanne, les cérémonies vaudou et la vie courante, thèmes illustrés par des gravures sur bois également de Pétion Savain,. Pour Philippe Thoby-Marcelin, Pétion Savain expose dans cette oeuvre littéraire « le drame quotidien de nos paysans » avec une fraicheur et un lyrisme naïf,.
En 1941, Pétion Savain quitte Haïti pour New York afin d'étudier la peinture murale avec Jean Charlot, la détrempe à l'œuf avec Stéphane Hisch, et  se perfectionner sur la technique de la gravure sur bois avec John Taylor Arms. Il étudie à l'Art Students League de New York de New York. Ses œuvres artistiques, connues pour leurs couleurs, sont exposées dans de nombreuses galeries d'art, telles que la Corcoran Gallery et le Grand Central and Riverside Museum à New York. De retour en Haïti, il réalise de nombreuses toiles et tient une chronique dans un journal durant les années 1950. D'autres artistes rejoignent son atelier comme Rose-Marie Desruisseau, Bernard Wah, ou Bernard Séjourné. Il fait de la ligne l'élément premier de son langage pictural, tout en conservant ces couleurs qui caractérisent son œuvre : il construit ses tableaux avec un ensemble de cercles qui s'entrecroisent et à l'intérieur desquels il place les personnages et objets représentés
Savain meurt en 1973 à Port-au-Prince,.